# Киржач
Киржач (рус. Киржач) град је у Русији у Владимирској области. Према попису становништва из 2010. у граду је живело 29965 становника.

## Становништво
| 1939.  | 1959.  | 1970.  | 1979.  | 1989.  | 2002.  | 2010.  |
| ------ | ------ | ------ | ------ | ------ | ------ | ------ |
| 11.596 | 18.137 | 21.561 | 24.122 | 25.431 | 22.704 | 29.965 |